# Swiss Juniors 1986
Das Swiss Juniors 1986 im Badminton fand vom 4. bis zum 5. Oktober 1986 in Zürich statt. Es war die erste Ausgabe dieser internationalen Juniorenturnierserie in der Schweiz.

## Finalresultate
| Disziplin    | Sieger                           | Finalist                      | Ergebnis            |
| ------------ | -------------------------------- | ----------------------------- | ------------------- |
| Herreneinzel | Stephen Dietrich                 | Harald Koch                   | 5–15, 15–5, 15–5    |
| Dameneinzel  | Bettina Mayer                    | Antje Fregin                  | 11–5, 11–5          |
| Herrendoppel | Richard Gunitzberger Harald Koch | Roland Dorner Heinz Richle    | 16–18, 18–15, 17–16 |
| Damendoppel  | Antje Fregin Bettina Mayer       | Sussane Götschl Eva Wratschgo | 15–2, 15–7          |
| Mixed        | Roland Dorner Antje Fregin       | Heinz Richle Bettina Mayer    | 15–12, 4–15, 15–12  |